# Ota Zaremba
Ota Zaremba (* 22. dubna 1957 Havířov) je bývalý československý sportovec, olympijský vítěz z roku 1980 ve vzpírání.

## Osobní život
Narodil se v Havířově, ale vyrostl v Loukách nad Olší. Byl dvakrát ženatý, obě manželství s Vlastou a s Marií byla bezdětná.
Po ukončení sportovní kariéry nastoupil od října 1987 do zaměstnání na dole 9. květen ve Stonavě. Od počátku 90. let dvacátého století podnikal ve sklenářství.
V roce 1996 měl vážnou autonehodu, po které již nemohl manuálně pracovat a skončil v částečném invalidním důchodu. Našel si práci v bezpečnostní agentuře, ale finanční problémy ho donutily prodat zlatou olympijskou medaili a přestěhovat se z Havířova k rodičům do Horní Suché. Prodejem olympijské medaile upoutal pozornost bulvárních médií, která začala využívat jeho otevřené povahy vyjadřovat se k citlivých společenským problémům jak v oblasti sportu (doping) tak ve společnosti (romové).
V roce 2007 byl o něm pro Českou televizi natočen jeden z dílu (č. 71) pořadu Ivety Toušlové 13. komnata. V pořadu litoval, že si ještě jako aktivní sportovec nedoplnil trenérské vzdělání a po skončení sportovní kariéry nemohl pracovat jako diplomovaný trenér.
Od roku 2010 se věnuje politické práci.

## Sportovní kariéra
V dětství hrál fotbal (léto) a hokej (zima) za TJ Lokomotivu Louky. Po skončení základní školy se chtěl vyučit důlním zámečníkem v učiliště při Dole ČSA, který měl vlastní hokejový tým. Jeho starší bratr Miloš ho však v 8. třídě bral do vzpírárny, kde ho trenér Karel Duda přemluvil aby se důlním zámečníkem vyučil na učilišti při Dole 9. květen, který měl vlastní vzpěračský oddíl. Jako talentovaný vzpěrač se záhy dostal do střediska vrcholového sportu mládeže při klubu TJ Baník Havířov, kde se připravoval pod vedením Zdeňka Ereta. Po vyučení si ho reprezentační trenéři Antonín Drešl (muži) a Václav Peterka (junioři) stáhli do Rudé Hvězdy Praha, kde absolvoval povinnou vojenskou službu. Po skončení vojenské služby v Rudé Hvězdě Praha nezůstal a vrátil se do Havířova, kde se v Baníku připravoval pod vedením Emila Brzósky. Velkou část roku trávil v Nymburce, kde bylo rekreační výcvikové středisko reprezentace. V mužské reprezentaci ještě vedené Antonínem Drešlem se poprvé objevil na domácím mistrovství Evropy v Havířově v roce 1978 ve váze do 90 kg. Výkonnostní vzestup zaznamenal v roce 1979 ve vyšší váze do 100 kg, když na mistrovství světa v Soluni obsadil druhé místo v trhu výkonem 172,5 kg.
Na olympijskou sezonu 1980 ho v reprezentaci vedl jeho klubový trenér Brzóska. Začal i intenzivně spolupracovat se sportovním psychologem Miloslavem Machačem. Machač pro něho například nechal nahrát motivační řeč jeho oblíbeného herce Ladislava Chudíka, kterou si před závody pouštěl. 28. července startoval na olympijských hrách v Moskvě ve váze do 100 kg. Při vážení měl o 100 gramů nižší hmotnost než jeho největší soupeř moskevský Igor Nikitin. Svoji silnou disciplínu trh vyhrál výkonem 180 kg a před nadhozem vedl před Nikitinem o 2,5 kg. V nadhozu vzepřel 215 kg stejně jako Nikitin. Tomu však zůstával poslední třetí pokus. Nikitin si musel kvůli své vyšší tělesné hmotnosti naložit o 5 kg větší váhu 220 kg (zvedalo se fixně o 2,5 kg), kterou nevzepřel a Zaremba se tak stal výkonem 395 kg nečekaným olympijským vítězem. V závěru roku se stal sportovcem roku ČSSR.
V roce 1981 byl v životní formě. Na červnovém domácím mistrovství republiky ve slovenském Šturovu překonal v trhu výkonem 187,5 kg vlastní, měsíc starý světový rekord a v nadhozu osobním rekordem 228 kg překonal světový rekord ve dvojboji výkonem 415 kg. Na listopadové mistrovství světa a Evropy ve Francouzském Lille odjížděl jako hlavní favorit na vítězství. V trhu si v prvním pokusu nechal naložit na činku 185 kg. Po výtahu však činku dobře nezafixoval, podběhl jí a s bolestivou grimasou držíc se za pravý loket opustil pódium. Po obstřiku nastoupil ke druhému pokusu, při kterém utrpěl celkovou dislokaci pravého lokte a musel ze soutěže odstoupil. Později v Československu podstoupil operaci pravého lokte a rekonvalescence se protáhla na dlouhé dva roky. Než se vrátil do reprezentace musel dokonce krátce pracovat na šachtě. Do reprezentace se vrátil na podzim 1983 a v olympijském roce 1984 startoval ve váze do 110 kg na květnovém mistrovství Evropy ve španělské Vitorii. V trhu obsadil celkové třetí místo a ve dvojboji skončil na pěkném 4. místě. Na olympijské hry v Los Angeles však neodcestoval kvůli československému bojkotu olympijských her. Na zářiové kompenzační soutěži Družba-84 obsadil ve dvojboji 6. místo za výkon 397,5 kg.
V roce 1985 startoval kvůli talentovanému Miloši Čiernikovi v nejtěžší váhové kategorii nad 110 kg. Při úspěšném trhu na 170 kg však viditelně kulhal. Další pokusy v trhu tak neabsolvoval a v nadhozu si nechal naložit pouze 192,5 kg. V dvojboji obsadil konečné 5. místo a získal pro Československo dva body do soutěže národů. V roce 1986 měl do reprezentace i přes vleklá zranění dveře otevřené, ale při Dunajském poháru družstev v Havířově si při nadhozu natáhl stehenní sval a přišel o start na mistrovství Evropy. V roce 1987 se chtěl připravit na domácí mistrovství světa v Ostravě, ale vleklá zranění a hrozba lékařů operací obou kolen ho přiměla ukončit předčasně sportovní kariéru.

### Výsledky
| Rok                        | Místo                   | Kategorie      | Trh (kg)       | Trh (kg)       | Trh (kg)       | Trh (kg)         | Nadhoz (kg)    | Nadhoz (kg)    | Nadhoz (kg)    | Nadhoz (kg)      | Dvojboj (kg)   | Pořadí         |
| Rok                        | Místo                   | Kategorie      | 1              | 2              | 3              | Pořadí           | 1              | 2              | 3              | Pořadí           | Dvojboj (kg)   | Pořadí         |
| Olympijské hry             | Olympijské hry          | Olympijské hry | Olympijské hry | Olympijské hry | Olympijské hry | Olympijské hry   | Olympijské hry | Olympijské hry | Olympijské hry | Olympijské hry   | Olympijské hry | Olympijské hry |
| -------------------------- | ----------------------- | -------------- | -------------- | -------------- | -------------- | ---------------- | -------------- | -------------- | -------------- | ---------------- | -------------- | -------------- |
| 1980                       | Moskva, Sovětský svaz   | –100 kg        | 175            | 180            | 180            | 1.               | 205            | 210            | 215            | 2.               | 395            | Zlatá medaile  |
| Mistrovství světa          |                         |                |                |                |                |                  |                |                |                |                  |                |                |
| 1979                       | Soluň, Řecko            | –100 kg        |                |                | 172,5          | Stříbrná medaile |                |                | 197,5          | 7.               | 370            | 4.             |
| 1980                       | Moskva, Sovětský svaz   | –100 kg        | 175            | 180            | 180            | Zlatá medaile    | 205            | 210            | 215            | Stříbrná medaile | 395            | Zlatá medaile  |
| 1981                       | Lille, Francie          | –100 kg        | 185            | 185            | —              | DNF              | —              | —              | —              | DNS              | —              | DNF            |
| Mistrovství Evropy         |                         |                |                |                |                |                  |                |                |                |                  |                |                |
| 1978                       | Havířov, Československo | –90 kg         |                |                | 155            | 9.               | 177,5          | 182,5          | 182,5          | 13.              | 332,5          | 12.            |
| 1979                       | Varna, Bulharsko        | –100 kg        |                | 165            | 170            | 6.               |                |                | 200            | 7.               | 365            | 7.             |
| 1981                       | Lille, Francie          | –100 kg        | 185            | 185            | —              | DNF              | —              | —              | —              | DNS              | —              | DNF            |
| 1984                       | Vitoria, Španělsko      | –110 kg        | 172,5          | 177,5          | —              | Bronzová medaile | 212,5          | 217,5          | 220            | 6.               | 395            | 4.             |
| 1985                       | Katovice, Polsko        | +110 kg        |                |                | 170            | 5.               |                |                | 192,5          | 5.               | 362,5          | 5.             |
| Mistrovství světa juniorů  |                         |                |                |                |                |                  |                |                |                |                  |                |                |
| 1976                       | Gdaňsk, Polsko          | –82,5 kg       |                |                | 135            |                  |                |                | 155            |                  | 290            | 7.             |
| 1977                       | Sofie, Bulharsko        | –90 kg         |                |                | 137,5          |                  |                |                | 160            |                  | 297,5          | 7.             |
| Mistrovství Evropy juniorů |                         |                |                |                |                |                  |                |                |                |                  |                |                |
| 1976                       | Gdaňsk, Polsko          | –82,5 kg       |                |                | 135            |                  |                |                | 155            |                  | 290            | 6.             |
| 1977                       | Sofie, Bulharsko        | –90 kg         |                |                | 137,5          |                  |                |                | 160            |                  | 297,5          | 6.             |

### Doping
Během své sportovní kariéry užíval zakázané látky jako anabolické steroidy – stenolon nebo metadrostenolon. Na radu trenérů a lékařů je 20 dní před olympiádou vysadil, antidopingové testy proto u něj po vítězství žádné zakázané látky nezjistily. Zlata z Moskvy si přesto hodně váží: „Byl to souboj výhradně nadopovaných vzpěračů, takže v tom jsme si byli rovni.“ Země, které hry tehdy bojkotovaly kvůli sovětské invazi do Afghánistánu, podle něj navíc neměly konkurenta, který by jej dokázal porazit. Svá tvrzení však Zaremba nedoložil ničím jiným než vlastním svědectvím, které však zcela protiřečí tvrzením ostatních svědků.[zdroj?]

## Politická kariéra
V roce 2010 Zaremba vstoupil do Dělnické strany sociální spravedlnosti. V důsledku okradení ze svého sportovního klubu vyloučil sportovce romské národnosti. Za to byl kritizován sportovním svazem vzpírání i Českým olympijským výborem.
Ve volbách do Evropského parlamentu v roce 2014 kandidoval na 2. místě kandidátky koalice stran DSSS a Strany pro Evropu, ale neuspěl. Ve volbách do Senátu PČR v roce 2016 kandidoval za DSSS v obvodu č. 4 – Most. Jeho kandidaturu podporovaly také strany NÁRODNÍ FRONTA a Národní socialisté - LEV21 a hnutí Čisté Ústí. Se ziskem 6,03 % hlasů skončil na předposledním 6. místě a do druhého kola nepostoupil.
Ve volbách do Evropského parlamentu v květnu 2019 kandidoval jako člen DSSS na 2. místě kandidátky subjektu s názvem "Dělnická strana sociální spravedlnosti – Za národní suverenitu!" (tj. DSSS a NF), ale nebyl zvolen.
V roce 2025 se stal členem strany BEZPEČNÉ ULICE, která navazuje na činnost Dělnické strany sociální spravedlnosti (ukončila činnost ke dni 31.12.2024).